# Sanduleak -69° 202a
A Sanduleak -69° 202a egy 12 magnitúdó fényességű kék szuperóriás csillag volt a Tarantula-köd szélén a Nagy Magellán-felhőben. A csillagot a román-amerikai csillagász, Nicholas Sanduleak fedezte fel. Ez egy kék szuperóriásnak minősített fényes kék változó (LBV) csillag volt, amelyből később egy II típusú szupernóva vált. Az LBV csillag ismert arról, hogy nagy mennyiségű tömeges sporadikus, erőszakos kitöréseket hajtott végre. Körülbelül 168 000 évvel ezelőtt, a Sanduleak -69° 202a felrobbant, amelyből később az SN 1987A szupernóva alakult ki, ami az első szupernóva volt, ami szabad szemmel látható volt a Földi teleszkópok feltalálása óta. A szupernóva fénye 1987. február 23-án érte el a Földet. A szupernóva modellek alapján négy másik LBV csillagból (éta Carinae) is szupernóva válik majd az elkövetkezendő néhány millió évben.